# 336108 Luberon
336108 Luberon este o planetă minoră (asteroid) din centura de asteroizi. A fost descoperită pe 2 mai 2008 la Vicques⁠(d) de Michel Ory⁠(d). 
Obiectul prezintă o orbită caracterizată de o semiaxă mare de 2,3531911317362 UAi, o excentricitate de 0,18, o înclinație de 2 ° în raport cu ecliptica.